# Staphylinus erythropterus
Staphylinus erythropterus är en skalbaggsart som beskrevs av Carl von Linné 1758. Staphylinus erythropterus ingår i släktet Staphylinus, och familjen kortvingar. Arten är reproducerande i Sverige.